# أحمد عبد الله (سياسي)
أحمد عبد الله هو سياسي ماليزي، ولد في 28 فبراير 1941، وتوفي في 28 سبتمبر 2005.